# Albert C. Perdeck

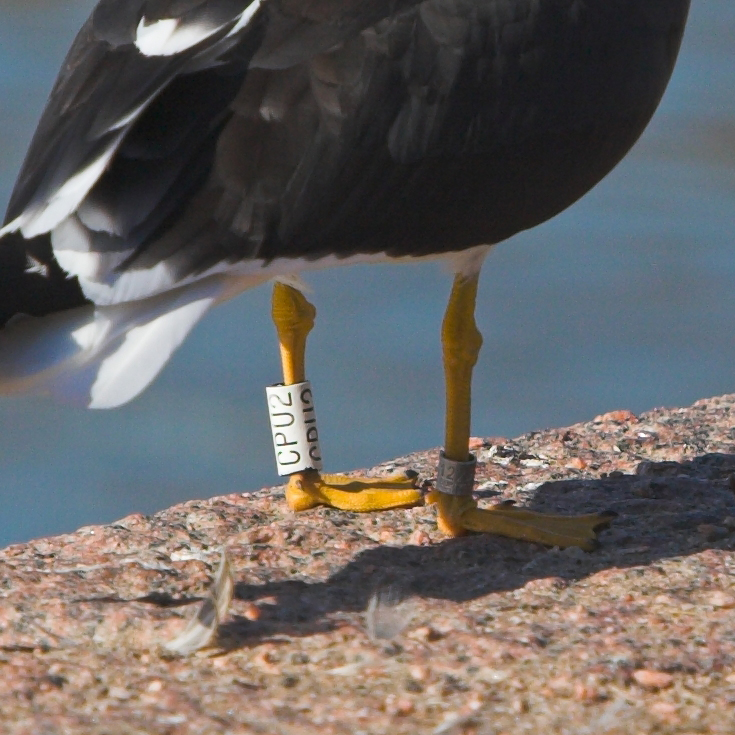
Geringde vogel

Albert (Ab) C. Perdeck (21 april 1923 – 21 mei 2009) was een Nederlands bioloog die een belangrijke bijdrage heeft geleverd aan het ringwerk en vogelonderzoek in Nederland en Europa. Perdeck is vooral bekend door zijn onderzoek naar het trekgedrag van spreeuwen.

## Opleiding
Albert Perdeck studeerde biologie in Leiden. Onder leiding van Niko Tinbergen deed hij daar onderzoek naar de functie van de rode vlek op de snavel bij zilvermeeuwen. Deze studie is klassiek geworden in de gedragsbiologie, en wordt nog steeds geciteerd.

## Carrière
Vanaf 1950 was Albert Perdeck hoofd van het Vogeltrekstation. In 1958 ging het Vogeltrekstation over van het Rijksmuseum van Natuurlijke Historie naar het Instituut voor Oecologisch Onderzoek, waar hij toen in dienst kwam. Daar zou hij tot zijn pensionering in 1988 hoofd blijven. Het was ook daar dat hij zijn inmiddels klassiek geworden werk deed aan de kompaszin bij de trekrichting van spreeuwen. Ruim elfduizend spreeuwen werden gevangen, geringd en vervolgens per vliegtuig naar Zwitserland verplaatst en daar losgelaten. Tot verbazing van de onderzoekers hielden de jonge dieren hun oorspronkelijke trekrichting aan, en kwamen daardoor niet in Engeland aan, maar in Frankrijk en Spanje. Dit gold niet voor de oudere dieren: die veranderden van richting en kwamen in hun oorspronkelijke overwinteringsgebied terecht.
Omdat het vogeltrekwerk internationaal georiënteerd is, richtte Albert Perdeck in 1963 de European Union for Bird Ringing (EURING) op. De data van de geringde vogels konden zo op een uniforme manier gecodeerd worden, om databestanden uit verschillende landen te koppelen. Albert Perdeck is koninklijk onderscheiden voor zijn werk voor EURING. Na zijn pensionering bleef hij nog 21 jaar aan het NIOO verbonden als gastmedewerker. Zijn passie was het rekenen aan grote datasets, en zijn laatste grote project was het rekenen aan de verkorting van de trekafstand van Nederlandse broedvogels onder invloed van klimaatverandering.
Op 21 mei 2009 kwamen Perdeck en zijn dochter plotsklaps te overlijden door een aanrijding met een trein bij Teuge.

## Publicaties
- Tinbergen N. & Perdeck, A.C. (1950). On the stimulus situation releasing the begging response in the newly hatched Herring Gull chick (Larus argentatus argentalusPont). Behaviour 3:1-39
- Perdeck, A.C. (1958) Two types of orientation in migrating starlings, Sturnus vulgaris L., and chaffinches, Fringilla coelebs L., as revealed by displacement experiments. Ardea 46: 1-37